# ميخائيل سيمون
ميخائيل سيمون (بالألمانية: Michael Simon)‏ هو مصمم إنتاجي ومخرج ألماني، ولد في 25 يناير 1958 في نويمونستر في ألمانيا.

## روابط خارجية
- ميخائيل سيمون على موقع مونزينجر (الألمانية)